# 1945 no desporto

## Eventos
- 2 de janeiro - Fundação do jornal desportivo "A Bola" (Portugal).
- 18 de janeiro - Félix Bermudes eleito presidente do Benfica.
- 28 de janeiro - Surpresa no Estádio do Lima, no Porto. Em jogo da 10.ª jornada da 1.ª Divisão Nacional, o Belenenses venceu por 6-2, com "hat-trick" de Mário Gomes. O Benfica empatou no Estoril a uma bola. E o Sporting venceu o Vitória de Setúbal por 3-0, reduzindo a desvantagem para os benfiquistas para dois pontos.
- 1 de fevereiro - Em jogo particular, o Sporting vence, no Lumiar, o Atlético Aviación (actual Atlético de Madrid), campeão de Espanha, por 3-1.
- 4 de fevereiro - O Benfica manteve a vantagem de dois pontos sobre o Sporting, ao bater a Académica, em Coimbra, por 6-2. Os leões, com um golo de Barrosa a dois minutos do fim, impuseram-se ao FC Porto por 5-4. Ao vencer em Setúbal, por 4-3, o Belenenses continuou a sonhar com o título. O Olhanense igualou o FC Porto no quarto lugar, após goleada ao Salgueiros, 6-0, em Leça da Palmeira.
- 11 de fevereiro - O Benfica mais perto do título, após goleada de 4-1 ao Sporting. Nas Salésias, o Belenenses bateu o Olhanense, com o golo da vitória a surgir no derradeiro quarto de hora de jogo. No Lima, o FC Porto esmagou o Salgueiros por 9-0, com cinco golos de Catolino.
- 19 de fevereiro - A ilusão um pouco mais azul, após vitória do Belenenses no terreno do Benfica, por 2-1.
- 4 de março - Fundado o clube de futebol Estrela Vermelha de Belgrado, na Iugoslávia (atualmente na Sérvia).
- 12 de março - A Selecção portuguesa de futebol cumpriu a tradição de não vencer a Espanha. Empate a dois golos no Estádio do Jamor. Peyroteo marcou os dois golos portugueses.
- 18 de março - O FC Porto pelas ruas da amargura. No Campo Grande, derrota pesada frente ao Benfica por 2-7. Em Guimarães o Sporting empatou por 3 a 3 e quase hipotecou o título. O Belenenses continuava a um ponto do líder Benfica, após vitória de 2-1 frente ao Estoril.
- 9 de abril - Benfica campeão nacional de futebol, após goleada de 5-0 ao Vitória de Guimarães. O Salgueiros desceu à 2.ª Divisão.
- 6 de maio - Mais uma derrota da Selecção Nacional contra a Espanha: 2-4, na Corunha, com mais dois golos de Peyroteo.
- 16 de maio - No jogo de despedida do madrileno Alonso, o Belenenses empatou 2-2 no terreno do Real Madrid.
- 21 de maio - A Selecção portuguesa perdeu em Basileia, com a Suíça, por 1-0.
- 28 de maio - João Rebelo classificou-se em 6.º lugar na Volta à Espanha em bicicleta.
- Portugal vence a Taça de Ouro da Península, em hipismo, através dos capitães Hélder Martins, Correia Barrento, Guedes Campos e do alferes Henrique Calado.
- 7 de julho - O Sporting conquista a Taça de Portugal, ao bater, no Jamor, o Olhanense por 1-0, golo de Jesus Correia.
- 9 de julho - João Silva pulverizou, no Estádio do Lumiar, o record nacional dos 10000 metros (32:23,8 minutos), que persistia havia 18 anos.
- 30 de julho - Álvaro Dias ultrapassou, pela primeira vez, os sete metros no salto em comprimento, ao aterrar sobre os 7,09 metros.
- 22 de julho - O Paysandu Sport Club de Belém do Pará aplicou 7x0 em seu maior rival o Clube do Remo, está é a maior goleada registrada nesse clássico.
- 27 de agosto - Brilharetes de Mário Simas, Baptista Pereira e Mendes Silva no 2.º Espanha-Portugal, em Natação, disputado em Barcelona. Mário Simas venceu os 100 metros costas. Mendes Silva foi o melhor nos 200 metros bruços e Baptista Pereira, nos 400 livres, obteve a segunda posição com um novo record nacional - 20,24 segundos. No Pólo Aquático, a Espanha goleou Portugal por 9-1.
- 17 de setembro - Nítida superioridade do atletismo nacional no 3.º Portugal-Espanha, com três records ibéricos, através de Francisco Bastos nos 800 metros, Luís Alcides no triplo-salto e Sampaio Peixoto nos 400 metros.
- O Atlético Clube de Portugal dotou Lisboa de magnífico campo de jogos. A inauguração da Tapadinha, à qual assistiram 35 mil pessoas, foi uma festa interessante. Sobre o novo relvado jogaram, nesse dia, Benfica e Belenenses (4-4) e Sporting e Atlético (6-0).
- 1 de outubro - Artur de Sousa ("Pinga"), um dos melhores jogadores de sempre do FC Porto, anuncia a sua decisão de abandonar o futebol.
- 29 de outubro - O Belenenses sagra-se campeão de Lisboa em futebol.
- Matos Fernandes bateu o record ibérico do decatlo.

## Nascimentos
| Data            | Nome                      | Profissão               | Nacionalidade                     | Observações | Ref    |
| --------------- | ------------------------- | ----------------------- | --------------------------------- | ----------- | ------ |
| 1 de janeiro    | Jacky Ickx                | piloto de Fórmula 1     | Bélgica                           |             |        |
| 14 de fevereiro | Ladislao Mazurkiewicz     | futebolista             | Uruguai                           | m. 2013     | [ 1 ]  |
| 20 de fevereiro | Donald McPherson          | patinador artístico     | Canadá                            | m. 2001     | [ 2 ]  |
| 26 de março     | Mikhail Voronin           | ginasta                 | União Soviética · Rússia (nasc.)  | m. 2004     | [ 3 ]  |
| 20 de abril     | Naftali Temu              | atleta                  | Quênia                            | m. 2003     | [ 4 ]  |
| 28 de abril     | José Carlos Bernardo      | futebolista             | Brasil                            | m. 2018     | [ 5 ]  |
| 3 de maio       | Jörg Drehmel              | atleta, triplo saltador | Alemanha Oriental                 |             |        |
| 9 de maio       | Jupp Heynckes             | futebolista e treinador | Alemanha Ocidental                |             |        |
| 10 de maio      | Gary Visconti             | patinador artístico     | Estados Unidos                    |             |        |
| 12 de maio      | Alan Ball                 | futebolista             | Inglaterra                        | m. 2007     | [ 6 ]  |
| 14 de maio      | Yochanan Vollach          | futebolista             | Israel                            |             |        |
| 20 de maio      | Gabriela Andersen-Schiess | maratonista             | Suíça                             |             |        |
| 9 de junho      | Luis Ocaña                | ciclista                | Espanha                           | m. 1994     | [ 7 ]  |
| 3 de julho      | Lorna Dyer                | patinadora artística    | Estados Unidos                    |             |        |
| 12 de junho     | Pat Jennings              | futebolista             | Irlanda do Norte                  |             |        |
| 12 de julho     | Dimitar Penev             | futebolista e treinador | Bulgária                          |             |        |
| 29 de julho     | Mircea Lucescu            | futebolista e treinador | Roménia                           |             |        |
| 17 de junho     | Eddy Merckx               | ciclista                | Bélgica                           |             |        |
| 9 de agosto     | Aleksandr Gorelik         | patinador artístico     | União Soviética · Rússia (nasc.)  | m. 2012     | [ 8 ]  |
| 11 de setembro  | Franz Beckenbauer         | futebolista             | Alemanha Ocidental                | m. 2024     | [ 9 ]  |
| 1 de outubro    | Mohammad Nassiri          | halterofilista          | Irão                              |             |        |
| 3 de outubro    | Viktor Saneyev            | atleta                  | União Soviética · Geórgia (nasc.) | m. 2022     | [ 10 ] |
| 3 de novembro   | Gerd Müller               | futebolista             | Alemanha                          | m. 2021     | [ 11 ] |
| 6 de dezembro   | Laurie Hickox             | patinadora artística    | Estados Unidos                    | m. 1961     | [ 12 ] |

## Mortes
| Data | Nome | Profissão | Nacionalidade | Observações | Ref |
| ---- | ---- | --------- | ------------- | ----------- | --- |